# Заворотько Павло Петрович
Заворотько Павло Петрович (22.08.1924, с. Гнатівка – 16.09.1984, Київ, Українська РСР) - правник, Доктор юридичних наук, протягом 13 років обіймав посаду декана юридичного факультету Київського державного університету ім. Т. Г. Шевченка.

## Біографія
Народився 22.08 1924 року в селі Гнатівка. У віці 17-ти (або 16-ти) років вивезено до Німеччини на роботи. З 24 січня 1945 року, після звільнення  Східної Пруссії Червоною Армією, був мобілізований в її лави, де перебував до кінця війни. За станом здоров'я Заворотька П.П. було демобілізовано в листопаді 1946 року.
Після звільнення з лав Червоної Армії, намагався поступити на юридичний факультет Дніпропетровського університету за місцем проживання, але не поступив, бо написав правду про перебування в Німеччині на примусових роботах. Після цього переїхав до Києва і спробував вступити до Київського Університету ім. Тараса Шевченка. При вступі вказав лише про участь у бойових діях за Данциг, Кенігсберг і про період завершення війни, що відзначено бойовими нагородами, і що дало можливість успішно і відповідно його знанням поступити на юридичний факультет, який він закінчив з відзнакою і був рекомендований в аспірантуру як один з найкращих студентів.
У 1961 році Павла Петровича Заворотька, при підтримці науково-педагогічного колективу, було призначено на посаду декана юридичного факультету Київського Університету ім. Тараса Шевченка. У період з 1960 по 1979 виступав в університетах з лекціями в Польщі, Румунії, США, Чехословаччини, Югославії. Домігся створення першої в СРСР кафедри процесуального права, яку очолив та спрямовував її розвиток. У 1969 отримує звання Доктора юридичних наук. 
Член Української РСР на 24-у та 25-у сесії Генеральної Асамблеї Організації Об’єднаних Націй. За плідну роботу в ООН Павло Петрович був відзначений подяками Міністерства закордонних справ. Виступ П.П. Заворотька в ООН в газетах було названо як прояв демократії і що від цього виступу «повіяло вільним Українським степом» та щирою і ліричною мовою народу України.
Помер 16.09.1984 у місті Києві, Українська РСР. На момент смерті П. П. Заворотьку було 60 років. 

## Наукові праці
«Практичний посібник з радянського цивільного права» (1966), «Судове виконання» (1967), «Непозовне провадження в радянському цивільному процесі» (1969), «Процесуальні гарантії виконання судово рішення» (1974). Брав участь в розробці «Науково-практичного коментаря до Цивільно-процесуального кодексу Української РСР» (1973).

### Позбавлення наукових ступенів та поновлення
За поданням партійних органів та клопотанням Ради Київського державного університету ім. Т.Г. Шевченка Президія Вищої атестаційної комісії СРСР 24.09.76 р. "за аморальные и антипатриотичные проступки, порочащие честь советского ученого, постановила: лишить Заворотько П. П. ученых степеней кандидата и доктора юридических наук, ученых званий доцента и профессора". 
Можливою причиною звільнення, була проукраїнська позиція Павла Петровича. Віктор Володимирович Медведчук, колишній студент П. П. Заворотька, писав: "Деканом факультету був Павло Петрович Заворотько, великої душі людина, національних українських поглядів, часто приходив на роботу в українській вишиванці, фронтовик, а вже потім — професіонал своєї роботи — доктор юридичних наук, професор."
Після безпідставного звільнення залишився без пенсії та будь-яких засобів існування. Павло Петрович дуже тяжко переживає звільнення та втрату ступенів - роботи свого життя. Через цей скандал від Заворотька відвертаються майже усі друзі та колеги, окрім небайдужих вихованців юридичного факультету та кількох друзів.
Лише у 1997 Президія Вищою Атестаційної Комісії України, постановою від 17.04.1997 повернула П. П. Заворотьку його законні звання. [Архівовано 19 лютого 2022 у Wayback Machine.]